# Stepaside Spur
Der Stepaside Spur (englisch für Geh-Beiseite-Sporn) ist ein markanter Gebirgskamm im ostantarktischen Viktorialand. Er ragt an der Ostflanke des Upper Staircase bzw. des Skelton-Gletschers auf.
Die neuseeländische Mannschaft der Commonwealth Trans-Antarctic Expedition (1955–1958) nahm 1957 Vermessungen und die Benennung vor.